# Chili 1973 : Une ambassade face au coup d’Etat
Pour plus de détails, voir Fiche technique et Distribution.
Chili 1973 : Une ambassade face au coup d'État  est un documentaire réalisé par la cinéaste franco-chilienne Carmen Château. Il se concentre sur l'action des diplomates français à Santiago, en particulier de l'ambassadeur Pierre de Menthon et de son épouse Françoise de Menthon, après le putsch de 1973.

## Synopsis

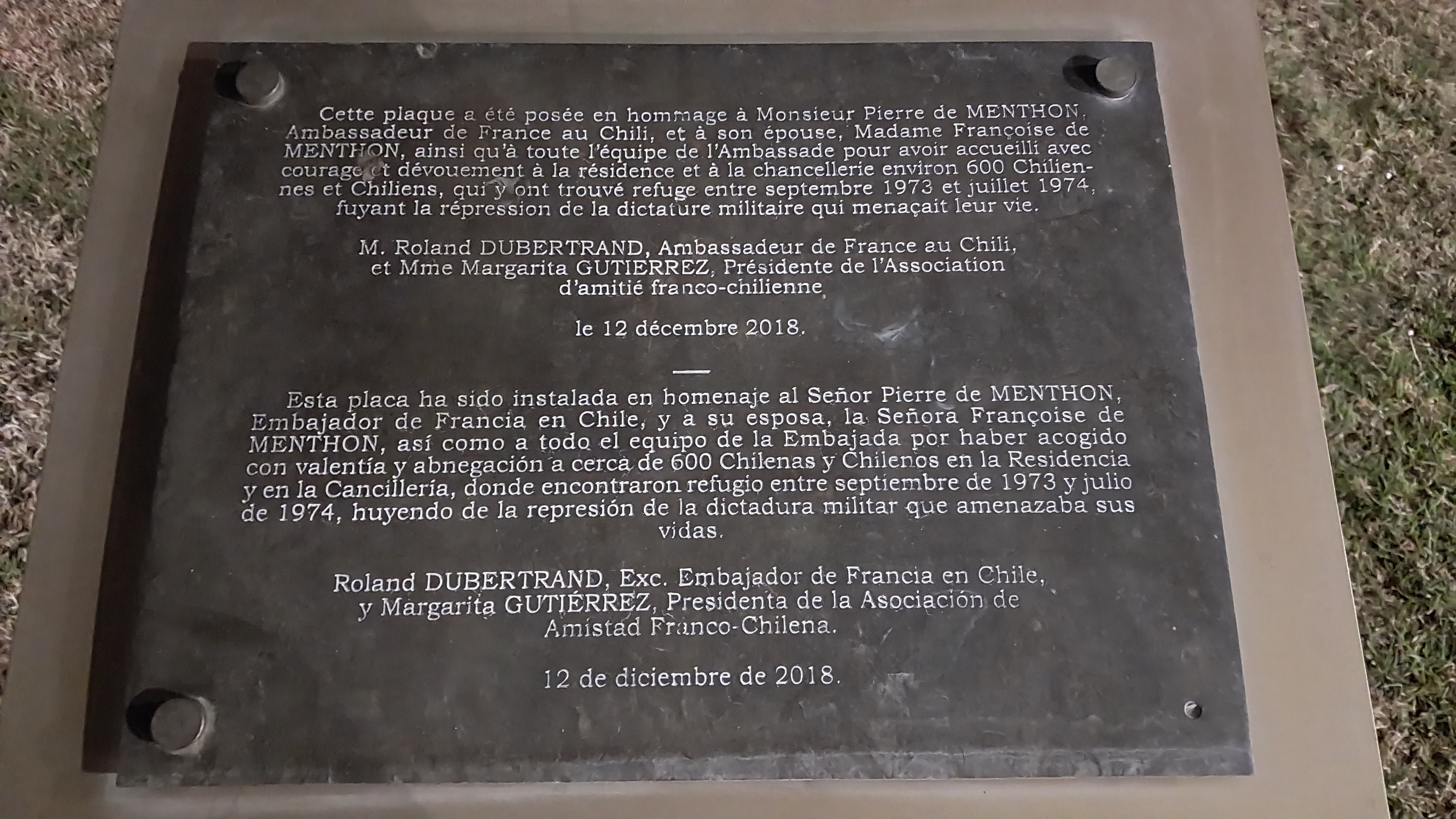
Plaque commémorative en hommage à Pierre et Françoise de Menthon dans la résidence française à Santiago

Le documentaire montre l'action des diplomates français, en particulier de l'ambassadeur Pierre de Menthon et de son épouse Françoise de Menthon, qui, désobéissants à leur hiérarchie et en sortant de leur réserve, ont accueilli des militants réfugiés dans l'ambassade et dans leur résidence entre septembre du 1973 et juillet du 1974,. Le couple de diplomates français est resté plusieurs jours sans communication avec la France et ils ont pris leurs premières décisions seuls. Malgré le fait que le président français Pompidou et son premier ministre Pierre Messmer ne soutenaient pas le président Salvador Allende, les diplomates français ont sauvé près de 600 militants chiliens (communistes, miristas, chrétiens...). 70 militants français sont également accueillis et reçoivent un sauf-conduit de l'ambassade pour pouvoir sortir du pays,.
Dans le documentaire, Carmen Château partage des souvenirs de réfugiés dans l'ambassade française à Santiago, archives d'époque, témoignages de diplomates, extraits de la fiction de Chris Marker On vous parle du Chili (les hablamos de Chile) et tirés des Mémoires du couple de Menthon,,.

## Réception critique
Selon le quotidien Le Monde, le documentaire réussi à capter le climat d'angoisse vécu à Santiago, où, hors de l'ambassade, des cadavres sont retrouvés dans la rivière Mapocho et des tirs sont entendus, terrorisant les militants réfugiés. Selon le journal Télérama, le documentaire « questionne la capacité à s’affranchir des ordres injustes, à assumer sa responsabilité d’« humanité » ».

## Diffusion
Chili 1973 est diffusé en juin 2019 à la Cinémathèque Nationale du Chili (es), en présence des ambassadeurs de la France et de l'Italie, la directrice du Centre culturel la Moneda (es), la directrice de cinémathèque nationale, et la cinéaste Carmen Château, entre autres.
Le documentaire est diffusé en janvier 2020 et le 17 septembre 2023 sur la chaîne française France 5,